# Вітер (фільм, 1928)
«Вітер» (англ. The Wind) — німа романтична драма 1928 року режисера Віктора Шестрема. Сценарій кінострічки написала Френсіс Маріон за однойменним романом Дороті Скарборо. Головні ролі виконали Ліліан Ґіш, Ларс Гансон та Монтегю Лав.
«Вітер» — останній німий фільм для Ліліан Ґіш, яка потому повернулася до театру. На думку американських кінокритиків, «Вітер», один з останніх фільмів студії MGM на світанку гегемонії звукового кіна, — чи не найкращий голлівудський фільм Шестрема, який невдовзі повернувся до Швеції.
У 1993 році Бібліотека Конгресу США обрала «Вітер» для зберігання в Національному фільмовому реєстрі як «культурно, історично, та естетично значущу» стрічку.

## З історії створення фільму
Ідея екранізувати роман «Вітер» Дороті Скарборо виникла не в режисера, а в майбутньої виконавиці головної ролі Ліліан Ґіш. Вона і запросила до роботи над стрічкою легенду шведської школи кінематографа Віктора Шестрема, з яким акторка працювала два роки до того на зйомках фільму «Пурпурова літера».

## Сюжет
У пошуках кращої долі Летті переїжджає з Вірджинії на південь, до Техасу, де завжди дме вітер. Вона оселяється на ранчо у свого кузена Беверлі, але його дружина Кора через безпідставні ревнощі змушує Летті покинути ранчо та свою родину. Залишившись без даху над головою, Летті виходить заміж за нелюбого їй чоловіка Лайджа Гайтавера. Так, від самотності нікуди сховатися, як, власне, і від шаленого вітру, пилових бур та гіркої долі.

## У головних ролях
- Ліліан Ґіш — Летті Мейсон
- Ларс Гансон — Лайдж Гайтавер
- Монтегю Лав — Вірт Родді
- Дороті Каммінґ — Кора
- Едвард Ерл — Беверлі
- Вільям Орламонд — Сордо

## Погляд кінознавців
На перший погляд, доволі конвенційний і наївний американський «вестерн» про підкорення природи та мандрівку на Захід у пошуках щастя, поступово обертається психологічною драмою. Поетика вітру, з одного боку, успішно працює зі специфікою самого кінематографа, пов'язаною з рухомістю зображення, а з іншого, створює психологічну рамку оповідання.
«Вітер», зйомки якого відбувалися в суворих умовах пустелі Мохаве, є, мабуть, першим серйозним «вестерном», який шукає правди на рівних із драматично-поетичним вираженням. Але, зрештою, свобода прерій та риторика демократичного американського проєкту зводиться до клаустрофобного простору людського страждання.

## Показ в Україні
У 2016 році стрічка була представлена на фестивалі «Німі ночі» в музичному супроводі українського проєкту «Supremus».